# San Pedro Atlapulco
San Pedro Atlapulco är en småstad i den sydöstra delen av kommunen Ocoyoacac i delstaten Mexiko i Mexiko. Samhället hade 4 535 invånare vid folkräkningen år 2020.